# Virtus Eirene Ragusa 2022-2023
Questa voce raccoglie le informazioni riguardanti la Virtus Eirene Ragusa nelle competizioni ufficiali della stagione 2022-2023.

## Stagione
La stagione 2022-2023 è stata la decima che la squadra, sponsorizzata Passalacqua Trasporti, ha disputato in Serie A1.

## Verdetti stagionali
- Serie A1: (28 partite)

stagione regolare: 6º posto su 14 squadre (14-12);
play-off: eliminata ai quarti da Venezia (0-2).
- Coppa Italia: (1 partita)

eliminata ai quarti da Schio (0-1).

## Roster
| Passalacqua Ragusa | Passalacqua Ragusa |
| Giocatrici         | Staff tecnico      |
| ------------------ | ------------------ |

| 1  | Italia (bandiera)      | G  | Claudia Chessari     | 2005 | 168 cm |  |  |
| 2  | Lituania (bandiera)    | A  | Laura Juškaitė       | 1997 | 187 cm |  |  |
| 2  | Italia (bandiera)      | G  | Elena Mallo          | 2005 | 171 cm |  |  |
| 3  | Italia (bandiera)      | PG | Nicole Romeo         | 1989 | 168 cm |  |  |
| 4  | Italia (bandiera)      | GA | Chiara Consolini (C) | 1988 | 180 cm |  |  |
| 5  | Italia (bandiera)      | A  | Josephine Di Fine    | 2004 | 183 cm |  |  |
| 6  | Italia (bandiera)      | AC | Melaine Olodo        | 2003 | 182 cm |  |  |
| 7  | Italia (bandiera)      | G  | Elisabetta Salice    | 2005 | 166 cm |  |  |
| 10 | Italia (bandiera)      | P  | Francesca Dotto      | 1993 | 170 cm |  |  |
| 12 | Italia (bandiera)      | A  | Martina Spinelli     | 2002 | 185 cm |  |  |
| 24 | Stati Uniti (bandiera) | A  | Keisha Hampton       | 1990 | 185 cm |  |  |
| 28 | Lettonia (bandiera)    | C  | Kristine Vitola      | 1991 | 196 cm |  |  |
| 30 | Italia (bandiera)      | PG | Beatrice Attura      | 1994 | 170 cm |  |  |
| 32 | Italia (bandiera)      | A  | Samantha Ostarello   | 1991 | 188 cm |  |  |
| 33 | Nigeria (bandiera)     | A  | Kristine Anigwe      | 1997 | 193 cm |  |  |
| 8  | Italia (bandiera)      | AC | Ludovica Sammartino  | 2005 | 183 cm |  |  |

| Allenatore                                                                    |
| - Mirco Diamanti Giuseppe Caboni Lino Lardo                                   |
| Assistente/i                                                                  |
| - Giuseppe Caboni Legenda - (C) Capitano Roster Aggiornato al: 30 giugno 2023 |

## Statistiche

### Statistiche delle giocatrici
Campionato (stagione regolare e play-off)
| Giocatrice                         | Partite | PG | Minuti | Punti | Tiri da due | Tiri da due | Tiri da due | Tiri da tre | Tiri da tre | Tiri da tre | Tiri liberi | Tiri liberi | Tiri liberi | Rimbalzi | Rimbalzi | Rimbalzi | Palle | Palle | Stoppate | Stoppate | Assist | Falli | Falli | Val. |
| Giocatrice                         | Partite | PG | Minuti | Punti | R           | T           | %           | R           | T           | %           | R           | T           | %           | D        | O        | T        | P     | R     | S        | D        | Assist | F     | S     | Val. |
| ---------------------------------- | ------- | -- | ------ | ----- | ----------- | ----------- | ----------- | ----------- | ----------- | ----------- | ----------- | ----------- | ----------- | -------- | -------- | -------- | ----- | ----- | -------- | -------- | ------ | ----- | ----- | ---- |
| Anigwe Kristine                    | 28      | 28 | 813    | 453   | 172         | 307         | 56          | 6           | 19          | 32          | 91          | 122         | 75          | 202      | 89       | 291      | 81    | 19    | 6        | 8        | 38     | 86    | 119   | 576  |
| Attura Beatrice                    | 28      | 28 | 771    | 216   | 52          | 117         | 44          | 25          | 95          | 26          | 37          | 48          | 77          | 71       | 4        | 75       | 47    | 33    | 5        | 2        | 75     | 52    | 70    | 221  |
| Chessari Claudia                   | 1       | 0  | 0      | 0     | 0           | 0           | 0           | 0           | 0           | 0           | 0           | 0           | 0           | 0        | 0        | 0        | 0     | 0     | 0        | 0        | 0      | 0     | 0     | 0    |
| Consolini Chiara                   | 28      | 28 | 495    | 91    | 34          | 71          | 48          | 5           | 40          | 12          | 8           | 11          | 73          | 17       | 14       | 31       | 14    | 11    | 0        | 3        | 34     | 36    | 24    | 69   |
| Di Fine Josephine                  | 24      | 6  | 11     | 2     | 1           | 2           | 50          | 0           | 0           | 0           | 0           | 0           | 0           | 1        | 0        | 1        | 1     | 0     | 0        | 0        | 1      | 2     | 1     | 1    |
| Dotto Francesca                    | 27      | 27 | 552    | 141   | 23          | 64          | 36          | 21          | 58          | 36          | 32          | 39          | 82          | 31       | 13       | 44       | 40    | 20    | 4        | 0        | 70     | 61    | 52    | 137  |
| Hampton Keisha                     | 28      | 25 | 679    | 300   | 66          | 134         | 49          | 38          | 103         | 37          | 54          | 66          | 82          | 65       | 28       | 93       | 60    | 24    | 4        | 0        | 58     | 81    | 62    | 247  |
| Juskaite Laura                     | 4       | 4  | 84     | 35    | 10          | 19          | 53          | 3           | 11          | 27          | 6           | 9           | 67          | 15       | 3        | 18       | 7     | 5     | 0        | 0        | 5      | 11    | 5     | 30   |
| Mallo Elena                        | 16      | 4  | 6      | 5     | 2           | 2           | 100         | 0           | 0           | 0           | 1           | 2           | 50          | 1        | 0        | 1        | 0     | 1     | 0        | 0        | 0      | 0     | 1     | 7    |
| Olodo Melaine                      | 26      | 9  | 19     | 2     | 1           | 2           | 50          | 0           | 1           | 0           | 0           | 0           | 0           | 0        | 0        | 0        | 1     | 0     | 0        | 1        | 0      | 1     | 0     | -1   |
| Ostarello Samantha                 | 28      | 28 | 617    | 168   | 53          | 110         | 48          | 11          | 48          | 23          | 29          | 48          | 60          | 125      | 33       | 158      | 47    | 34    | 1        | 8        | 51     | 42    | 38    | 254  |
| Romeo Nicole Elaine                | 28      | 28 | 839    | 284   | 29          | 66          | 44          | 59          | 158         | 37          | 49          | 58          | 84          | 76       | 9        | 85       | 70    | 32    | 6        | 0        | 96     | 72    | 92    | 296  |
| Salice Elisabetta Maria Pierpaola  | 11      | 2  | 1      | 0     | 0           | 0           | 0           | 0           | 0           | 0           | 0           | 0           | 0           | 0        | 0        | 0        | 1     | 0     | 0        | 0        | 0      | 1     | 0     | -2   |
| Sammartino Ludovica Angela Daniela | 2       | 1  | 3      | 0     | 0           | 0           | 0           | 0           | 0           | 0           | 0           | 0           | 0           | 0        | 0        | 0        | 0     | 0     | 0        | 0        | 0      | 1     | 0     | -1   |
| Vitola Kristine                    | 28      | 25 | 710    | 315   | 112         | 212         | 53          | 11          | 41          | 27          | 58          | 67          | 87          | 100      | 56       | 156      | 51    | 32    | 9        | 15       | 33     | 61    | 79    | 370  |